# Henri Proglio
Henri Proglio (Antibes, 29 giugno 1949) è un imprenditore francese.
È un uomo d'affari francese, ex presidente e amministratore delegato di Électricité de France ed ex amministratore delegato di Veolia Environnement.

## Vita e carriera
Di origine italiana, Henri Proglio è nato ad Antibes. Si è laureato all'HEC Paris (classe 1971).
Nel 1972, ha iniziato a lavorare per la Compagnie Générale des Eaux, divenendone presidente e amministratore delegato nel 1990. Nel 1999 è stato nominato vicepresidente di Vivendi Universal e presidente e amministratore delegato di Vivendi Water. Nel 2000 diventa presidente di Veolia Environnement; Tre anni dopo ne divenne anche amministratore delegato.
Ricopre il ruolo di direttore non esecutivo di CNP Assurances, Dassault Aviation e Natixis. È stato nominato Presidente e Amministratore Delegato di Électricité de France nel novembre 2009. È membro dell'Association Française des Entreprises Privées. Proglio fa anche parte del comitato consultivo del Pictet Water Fund.
È stato decorato commendatore dell'Ordine Nazionale al Merito della Legion d'Onore.
Nel dicembre 2014 Proglio è stato nominato secondo in comando e presidente del Gruppo Thales.